# 中央文化部静海五七干校旧址
中央文化部静海五七干校旧址位于中华人民共和国天津市静海区团泊洼。中央文化部静海“五七干校，由八个协会和戏曲研究室、电影剧本创研室、音乐出版社、音乐研究所等十二个文艺单位的七百余人组成。1970年9月由宝坻迁至静海团泊洼。当时有学员627名，知识青年57名。学员均是享誉全国，德高望重的艺术家，均被定为政治或历史问题。这些著名艺术家在静海团泊洼“五七”干校生活了五年，当时学员条件比较艰苦，四人居住一屋，喝苦水，自给自足。周扬、华君武、秦兆阳、吕骥、吴祖光、江枫、宋扬、郭小川、王朝闻名人在静海期间，为活跃静海人民的文化生活起到了积极作用：吴祖光、王杰等曾为静海县业余作者修改过剧本，宋扬、王古芬等为静海业余宣传队排练过音乐舞蹈，袁毅平、尚进、黎郎等为摄影爱好者办过培训班，陈其明、卢开祥等为静海县京剧团（现为评剧团）排练过现代京剧《智取威虎山》，郭小川曾在这里写下了著名诗篇——《团泊洼的秋天》，使得静海县团泊洼远近闻名。 